# Oromurcia bicuspidata
Oromurcia bicuspidata är en kvalsterart som beskrevs av Thor 1930. Oromurcia bicuspidata ingår i släktet Oromurcia och familjen Ceratozetidae. Inga underarter finns listade i Catalogue of Life.